# Bogdan Lalić
Bogdan Lalić (ur. 8 marca 1964) – chorwacki szachista, arcymistrz od 1988 roku, w latach 1999–2005 reprezentant Anglii.

## Kariera szachowa
Pod koniec lat 80. awansował do czołówki jugosłowiańskich szachistów, a w latach 90. należał do ścisłej czołówki szachistów Chorwacji. W 1989 r. zdobył w Hajfie tytuł drużynowego wicemistrza Europy, a w 1990 r. wystąpił w drugiej reprezentacji Jugosławii na szachowej olimpiadzie w Nowym Sadzie. W turniejach olimpijskich uczestniczył jeszcze czterokrotnie (w latach 1992–1998 w drużynie Chorwacji, w tym dwa razy na najtrudniejszej I szachownicy), startował również trzykrotnie w turniejach o drużynowe mistrzostwo Europy (1992 i 1997 w barwach Chorwacji oraz 2003 – Anglii).
W 1995 r. zdobył w Slavonskim Brodzie brązowy medal indywidualnych mistrzostw Chorwacji. Był również kilkukrotnym uczestnikiem finałów indywidualnych mistrzostw Wielkiej Brytanii, najlepsze wyniki uzyskując w Scarborough (2001, dz. II-VIII m. za Josephem Gallagherem) oraz w Liverpoolu (2008, dz. III-VI m. za Keithem Arkellem i Stuartem Conquestem).
Odniósł szereg sukcesów w turniejach międzynarodowych, zwyciężając bądź dzieląc I miejsca m.in. w:
- Sarajewie (1988, turniej Bosna, wspólnie z Josifem Dorfmanem i Emirem Dizdareviciem),
- Berlinie (1988, wspólnie z m.in. Ferdinandem Hellersem, Florinem Gheorghiu i Jurijem Bałaszowem),
- Olocie (1992, wspólnie z Nino Kirowem i Ovidiu Foișorem),
- Maidstone (1994),
- Port Erin (1994),
- Cáceres (1995),
- Hastings (1995/96, wspólnie ze Stuartem Conquestem i Aleksandrem Chalifmanem),
- Sztokholmie (2001/02, turniej Rilton Cup, wspólnie z Jewgienijem Agrestem, Tomem Wedbergiem i Walerijem Popowem),
- Sewilli (2003, wspólnie z m.in. Siergiejem Tiwiakowem, Wang Yue, Aleksandrem Rustemowem i Rusłanem Pogorełowem),
- Coulsdon – dwukrotnie (2006, 2008),
- Madrycie (2006, wspólnie z Tomasem Oralem i Davidem Martinezem Martinem),
- Liverpoolu (2007, wspólnie z Ehsanem Ghaemem Maghamim, Alexandre Dgebuadze, Emanuelem Bergiem, Jurijem Wowkiem, Danielem Gormallym, Kjetilem Lie i Danielem Fridmanem),
- Neuchâtel (2008, wspólnie z Markiem Hebdenem i Aloyzasem Kveinysem),
- Nicei (2008, wspólnie z m.in. Josephem Sanchezem).

Najwyższy ranking w karierze osiągnął 1 lipca 1997 r., z wynikiem 2600 punktów dzielił wówczas 65-75. miejsce na światowej liście FIDE, jednocześnie zajmując 2. miejsce (za Zdenko Kožulem) wśród chorwackich szachistów).

## Życie prywatne
Żoną Bogdana Lalicia była Susan Lalić (z domu Walker), uczestniczka dwóch turniejów międzystrefowych, dziewięciokrotna reprezentantka Anglii na szachowych olimpiadach oraz pięciokrotna mistrzyni Wielkiej Brytanii, z którą ma syna Petera (ur. 1994).